# Arnold Strauss
Arnold Ferdinand Strauss (* 9. September 1902 in Barmen; † 6. November 1965 in Norfolk (Virginia)) war ein deutsch-US-amerikanischer Pathologe und Kunstsammler. Er stand jahrelang in einem Briefwechsel mit Irmgard Keun, die er finanziell unterstützte und mit der er sich als verlobt betrachtete. 

## Leben
Arnold Strauss war der Sohn des Barmer Mediziners, Schriftstellers, Malers und Kunstsammlers Arthur Alexander Strauss und dessen Ehefrau Lucy, geb. Hertz. Zu seinen Verwandten gehörten die Schriftstellerin Else Lasker-Schüler und der Physiker Heinrich Hertz. Er studierte in Freiburg, Basel und Bonn Medizin und legte 1927 sein Staatsexamen ab. Er promovierte in Basel bei Robert Rössle. Seine Dissertation trug den Titel Die akute posthämorrhagische Milzschwellung. 1928 wurde er Assistent in Basel, 1929 folgte er seinem Doktorvater nach Berlin, wo er am 1. November desselben Jahres Assistenzarzt wurde. Er bildete sich aber auch noch an der Medizinischen Poliklinik Hamburg fort. Strauss schloss Freundschaften mit Heinrich Kleiser, Bertolt Brecht und Kurt Weill; er gehörte zum Premierenpublikum des Films Der blaue Engel. Eine Karriere an der Charité schien sich abzuzeichnen, nachdem Rössle im Februar 1933 seine Ernennung zum Oberassistenten zum 1. April 1933 vorgeschlagen hatte.
Doch noch bevor das Berufsbeamtengesetz in Kraft trat, erfolgte die Kündigung des „Nichtariers“ Strauss durch die Leitung der Charité. Rössle, der dieser Kündigung zunächst nicht zugestimmt hatte, empfahl ihm, Deutschland zu verlassen. Strauss ging daraufhin zunächst nach Den Haag und im Frühjahr 1934 nach Florenz. Im August 1935 wanderte er in die USA aus und wurde Pathologe an einem Krankenhaus in Montgomery, ehe er eine Stelle am DePaul Hospital in Norfolk, Virginia, bekam. 29 Jahre lang arbeitete er an diesem Krankenhaus; außerdem hatte er zusammen mit Robert J. Faulconer eine Praxis mit Laboratorium. Er wurde Associate Professor of Pathology des Medical College of Virginia und Konsularius des Leitenden Rechtsmediziners von Virginia sowie zahlreicher Militärkrankenhäuser. 
Strauss’ Eltern zögerten auch nach der Auswanderung ihres Sohnes noch mehrere Jahre, Deutschland zu verlassen. Dann verschifften sie ihren Hausrat und ihre Kunstsammlung in die USA und emigrierten selbst zunächst in die Niederlande. Sie hatten mehrmals Kontakt mit der Schriftstellerin Irmgard Keun, die ebenfalls ins Exil ging und mit der Strauss jahrelang in intensivem, allerdings hauptsächlich brieflichem Kontakt stand. Er sah sich als Verlobter Keuns an, was die Eltern mit Skepsis erfüllte. Zahlreiche schriftliche Dokumente aus der Zeit von 1933 bis 1940 sind erhalten, darunter 271 Briefe Irmgard Keuns an Arnold Strauss, aus denen hervorgeht, dass dieser sie nicht nur finanziell unterstützte, sondern sich auch um ihre Übersiedlung in die USA bemühte. Ebenso versuchte er, Visa für seine Eltern zu bekommen. Doch Irmgard Keun reiste heimlich wieder nach Deutschland zurück und tauchte dort unter. Arthur und Lucy Strauss nahmen sich 1940 das Leben, als sie keine Chance mehr sahen, den Nationalsozialisten zu entgehen. 
Arnold Strauss heiratete im Jahr 1941 die Pianistin, Kunsthistorikerin und Menschenrechtsaktivistin Marjory Spindle. Als in Virginia ein Gesetz erlassen wurde, nach dem Blutkonserven nach der Rasse der Spender getrennt werden sollten, trat das Paar für dessen Widerruf ein. 
Strauss, der wie seine Eltern Kunstwerke sammelte, hielt am Norfolk Museum of Arts and Sciences, dem späteren Chrysler Museum of Art, Vorträge über Honoré Daumier. Er reiste in der Nachkriegszeit regelmäßig nach Peru, wohin Kleiser 1933 emigriert war, und legte eine umfangreiche Sammlung peruanischer präkolumbianischer Kunst an. Kunstwerke aus der Sammlung seiner Eltern gingen nach dem Tod seiner Witwe an das Chrysler Museum. 
Zusammen mit Gabriele Kreis gab Strauss’ Tochter Marjory S. Strauss nach seinem Tod eine Auswahl aus den Briefen Keuns an ihren Vater sowie aus dem Briefwechsel mit seinen Eltern heraus. Das Buch erschien erstmals 1988 unter dem Titel Ich lebe in einem wilden Wirbel. Keun hatte Strauss in der Nachkriegszeit wieder angeschrieben; er hatte ihr zwar ein CARE-Paket geschickt, aber offenbar nicht mehr auf ihre Nachrichten geantwortet.
Keun hat zwar in ihren späteren Jahren eine Autobiographie angekündigt, diese aber nie geschrieben. Für die Zeit von 1933 bis 1940 können ihre Briefe an Strauss als Ersatz dafür gelten: „Ohne den Briefwechsel mit Arnold Strauss wüsste man wenig über Irmgard Keuns Leben in den Jahren 1933 bis 1940. Die Autorin hat später nie mehr über diesen Mann gesprochen“, formulierte Eva Pfister 2018.